# Criptopina
La criptopina es una alcaloide que se encuentra en el opio.